# 周防大島幹部交番
周防大島幹部交番（すおうおおしまかんぶこうばん）は、山口県柳井警察署管内の主要交番。かつては大島警察署という独立した警察署であった。

## 所在地
- 山口県大島郡周防大島町久賀2594番地1

## 管轄区域
- 大島郡周防大島町

## 沿革
- 1876年1月 大島郡久賀村に柳井警察出張所久賀屯所を設置。
- その後、柳井警察署久賀分署を経て岩国警察署久賀分署に改称。
- 戦後、大島地区警察署と自治体警察署（3署）の4署に分離。
- さらに、自治体警察署（3署）を大島地区警察署に統合。
- 1954年5月1日 大島郡平郡村が柳井市（当時）に編入合併されたため、同区域を玖珂南地区警察署へ移管。
- 1954年7月1日 大島警察署に改称。
- 2009年4月1日 柳井警察署に統合され、周防大島幹部交番に移行。安下庄交番を安下庄駐在所に変更。

## 交番
（ ）の中は所在地、以下同じ。
- 小松交番（大島郡周防大島町小松）

## 駐在所
- 蒲野駐在所（大島郡周防大島町東三蒲）
- 戸田駐在所（大島郡周防大島町戸田）
- 日良居駐在所（大島郡周防大島町日前）
- 安下庄駐在所（大島郡周防大島町西安下庄）
- 森野駐在所（大島郡周防大島町平野）
- 油田駐在所（大島郡周防大島町伊保田）
- 和田駐在所（大島郡周防大島町和田）
- 外入駐在所（大島郡周防大島町外入）
- 沖家室駐在所（大島郡周防大島町沖家室島）